# Josefin Landgård
Josefin Christina Landgård, född 22 mars 1983, är en svensk entreprenör och en av grundarna till vårdföretaget Kry. Sedan 2019 är hon grundare och verkställande direktör för skönhetsföretaget Mantle.

## Biografi
Landgård är uppvuxen i Leksand. Därefter följde skidgymnasium i Malung. Efter en tid som barnflicka i USA sökte hon sig till Handelshögskolan i Stockholm. Parallellt med studierna arbetade hon som tränare för Saltsjöbadens slalomklubb.
Hon har en bakgrund som Head of Marketing & Client relations på Videoplaza, grundare och CEO på Glossybox, COO på Faction Skis och COO på Viewserve. Hon var med och grundade Kry och var bolagets tillförordnade VD 2014–2018, och under dessa år födde hon två barn.
År 2020 lanserades Mantle som hon varit med och grundat.